# Panaghia

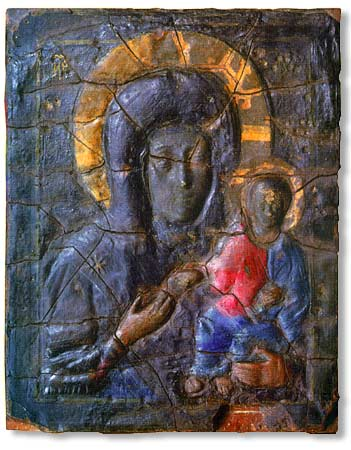
La Santa Vergine Blachernitissa, protettrice dell'Impero Bizantino, Galleria Tret'iakov, Mosca.

Panaghia (o Panagia) in greco è un attributo di Maria ed ha il significato di Tutta Santa.
Nell'iconografia dell'Oriente cristiano si trovano particolari raffigurazioni della Panaghia, tra cui:
- Panaghia Platytera, «la più ampia dei cieli» (letteralmente «con il corpo più grosso», seguendo un testo del Padre della Chiesa san Basilio, secondo il quale Dio creò il corpo di Maria abbastanza grosso per accogliere il Cristo incarnato). In questa raffigurazione Maria volge lo sguardo verso l'osservatore, ha le braccia alzate, e porta sul petto un grosso cerchio con il Cristo giovane benedicente (Emanuele). Altro nome è Blachernitissa, secondo l'icona di questo tipo venerata in modo speciale nella chiesa del quartiere delle Blacherne a Costantinopoli, in russo Snamenie («manifestazione», «epifania»).
- Panaghia Odighitria, «che indica la via» (hodòs), chiamata così da un monastero di Costantinopoli, nella quale erano solite ritrovarsi le guide delle carovane dei pellegrini. Viene raffigurata in piedi con il Bambino sul braccio sinistro, il quale alza la mano benedicente. In Occidente divenne il tipo fondamentale delle Madonne gotiche.
- Panaghia Nikopoia è Maria «che dà la vittoria». Siede maestosa e severa su un trono e tiene con ambedue le mani il Bambino verso l'osservatore. Questo atteggiamento sovrano le ha fruttato anche il nome di Kyriotissa. In Occidente è da confrontare la Madonna in trono (in latino Sedes sapientiae, in italiano Maestà).
- Panaghia Glykophilousa: Maria è in atteggiamento affettuoso. È la tenera madre giovane che, alla lettera, bacia dolcemente.
- Panaghia Galaktotrophousa (cfr. la Madonna del latte), è Maria che allatta, che porge il seno al Bambino. Rispetto alla precedente, guarda davanti a sé seria e triste, quasi rigida, mentre ogni vera tenerezza proviene dal Bambino. Questo tipo è  diffuso anche in Russia (p.e. Madre di Dio di Vladimir, XII secolo).
- Panaghia Strastnaia, sempre molto venerata in Russia, forse influenzata dalla Galaktotrophousa, rappresenta la Madre di Dio sofferente che vede dinnanzi a sé già chiaramente la passione del Figlio. Si incontra con frequenza anche su immagini rumene dipinte sul retro di lamine vitree.
- Panaghia Portaitissa, «Santa Guardiana della Porta», per ricordare l'icona mariana, considerata miracolosa, custodita nel Monastero di Iviron, a Monte Athos[1].